# 路竹區
路竹區，舊稱「半路竹」，前身「路竹鄉」，位於台灣高雄市北部，北臨臺南市仁德區、歸仁區，東鄰阿蓮區，西鄰茄萣區、永安區，西北方連湖內區，南接岡山區。本區位處嘉南平原南部，地勢平坦，略為呈現由東向西傾斜，氣候上深受低緯度及北赤道洋流的影響，年平均溫度24-25℃之間，月平均溫度為28℃，最低18.5℃左右則屬熱帶季風氣候。

## 歷史

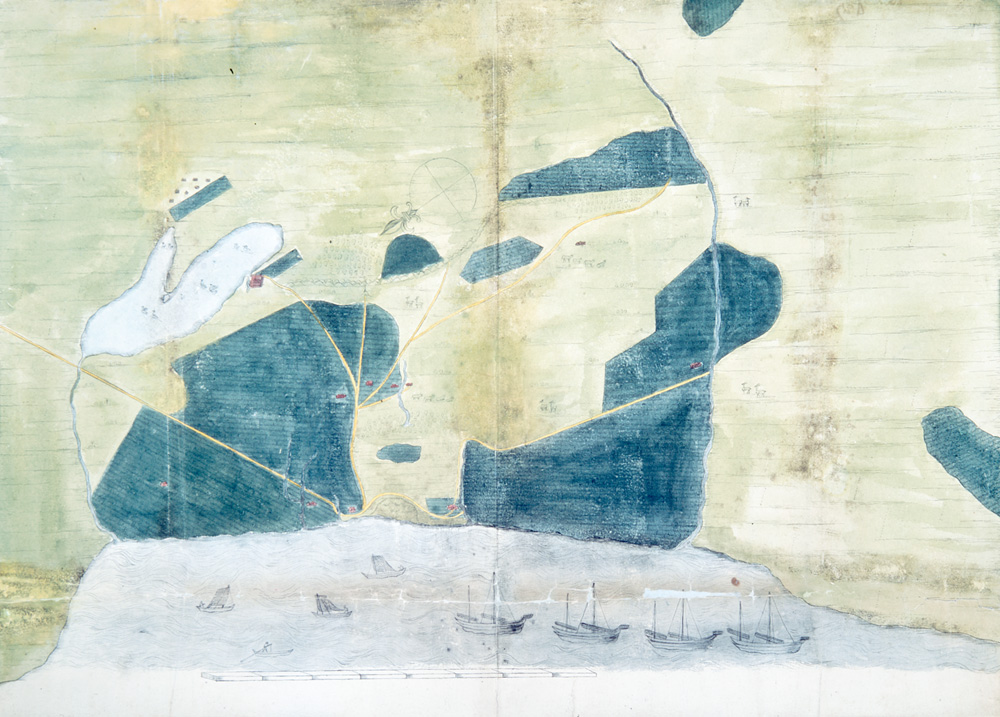
1644年赤崁耕地圖

路竹區原為平埔原住民西拉雅族大傑巔社故地，舊名半路竹，其名稱在推定為鄭氏時期1664年調製的《永曆十八年台灣軍備圖》即已出現，在台灣城上方記有「半路竹民社」:10。學者施雅軒認為「半路竹」是閩南語臺灣話音譯荷蘭語，意為南方，即指稱荷蘭東印度公司旗下赤崁農地「清水溪（de Versche revier）」（也就是二層行溪，今二仁溪，台南、高雄的界河）南方的耕地，1644年荷蘭人所繪《赤崁耕地圖》及《赤崁耕地登錄表》中，清水溪南（右）側登錄有兩塊耕地，其中之一記為，漢譯為「清水溪以南」，而半路竹就是，而與竹無關。民間另有兩種說法：一為此地離安平約20里，離鳳山約26里，約在其半路，加以此地竹木茂盛，為往來行旅歇息納涼之地，故名「半路竹」；二說是半為「絆」閩南語之諧音，認為此地竹木茂盛，阻礙交通，行旅往來不便，故稱「絆路竹」。
1662年，鄭成功攻下台灣4個月後去世，鄭經繼位，1663年迎明宗室寧靖王朱術桂到台灣監軍，同行包括諸明宗室及同鄉仕紳等八百多人。於承天府府署（今赤崁樓）旁的西定坊建立寧靖王府邸（原址後來改建東寧天妃宮），並供歲祿於朱術桂。後因經費不足，不再供祿，而將朱術桂編入民戶，移置萬年州竹滬莊，即今路竹區一帶墾拓，此地在荷蘭時期即為王田赤崁耕地，清水溪（二層行溪）南側的墾區之一，田園達數十甲，鄭氏並向其開徵田賦。:1061683年施琅攻下澎湖，朱術桂自縊殉國，鄉人將他和元配羅氏、早夭之子朱儼鑑合葬於湖內村棚仔林中。
1920年前設一甲區，隸屬於臺南廳阿公店支廳，管轄長治一圖里內之營後庄、一甲庄、新園庄、下坑庄；維新里內之下社庄、大社庄、半路竹庄。
1920年台灣地方改制，一甲區合併原竹仔港區所轄維新里內之鴨母寮庄、北嶺墘庄、三爺埤庄及原大湖區所轄長治二圖里內之後鄉庄，將「半路竹」易名為「路竹」，設置「路竹」，劃歸高雄州岡山郡管轄。戰後改設高雄縣路竹鄉，並將原屬湖內鄉的竹滬村、頂寮村劃歸本區管理。2010年12月25日五都改制案生效，高雄縣市合併，改為高雄市路竹區。

## 人口
根據高雄市政府民政局統計，2024年底路竹區戶數約1.8萬戶，人口約5.0萬人，區內人口最多與最少的里分別是社南里與社中里，2024年底兩里人口分別為5,110人與872人。

## 政治

### 歷任首長

#### 鄉長
| 任次   | 姓名   | 任期時間 | 備註 |
| ------ | ------ | -------- | ---- |
| 第1任  | 林鬧長 |          |      |
| 第2任  | 林鬧長 |          |      |
| 第3任  | 洪昆泰 |          |      |
| 第4任  | 林御天 |          |      |
| 第5任  | 林御天 |          |      |
| 第6任  | 鄭李惠 |          |      |
| 第7任  | 鄭李惠 |          |      |
| 第8任  | 郭風樹 |          |      |
| 第9任  | 林文廣 |          |      |
| 第10任 | 林文廣 |          |      |
| 第11任 | 洪仲捷 |          |      |
| 第12任 | 洪仲捷 |          |      |
| 第13任 | 蘇清鴻 |          |      |
| 第14任 | 蘇清鴻 |          |      |
| 第15任 | 王和雄 |          |      |

#### 區長
| 任次  | 姓名   | 任期時間 | 備註 |
| ----- | ------ | -------- | ---- |
| 第1任 | 王和雄 |          |      |
| 第2任 | 黃美蘭 |          |      |
| 第3任 | 王耀弘 |          |      |
| 第4任 | 吳進興 |          |      |
| 第5任 | 薛茂竹 |          |      |
| 第6任 | 賴立齡 |          |      |

### 區政組織

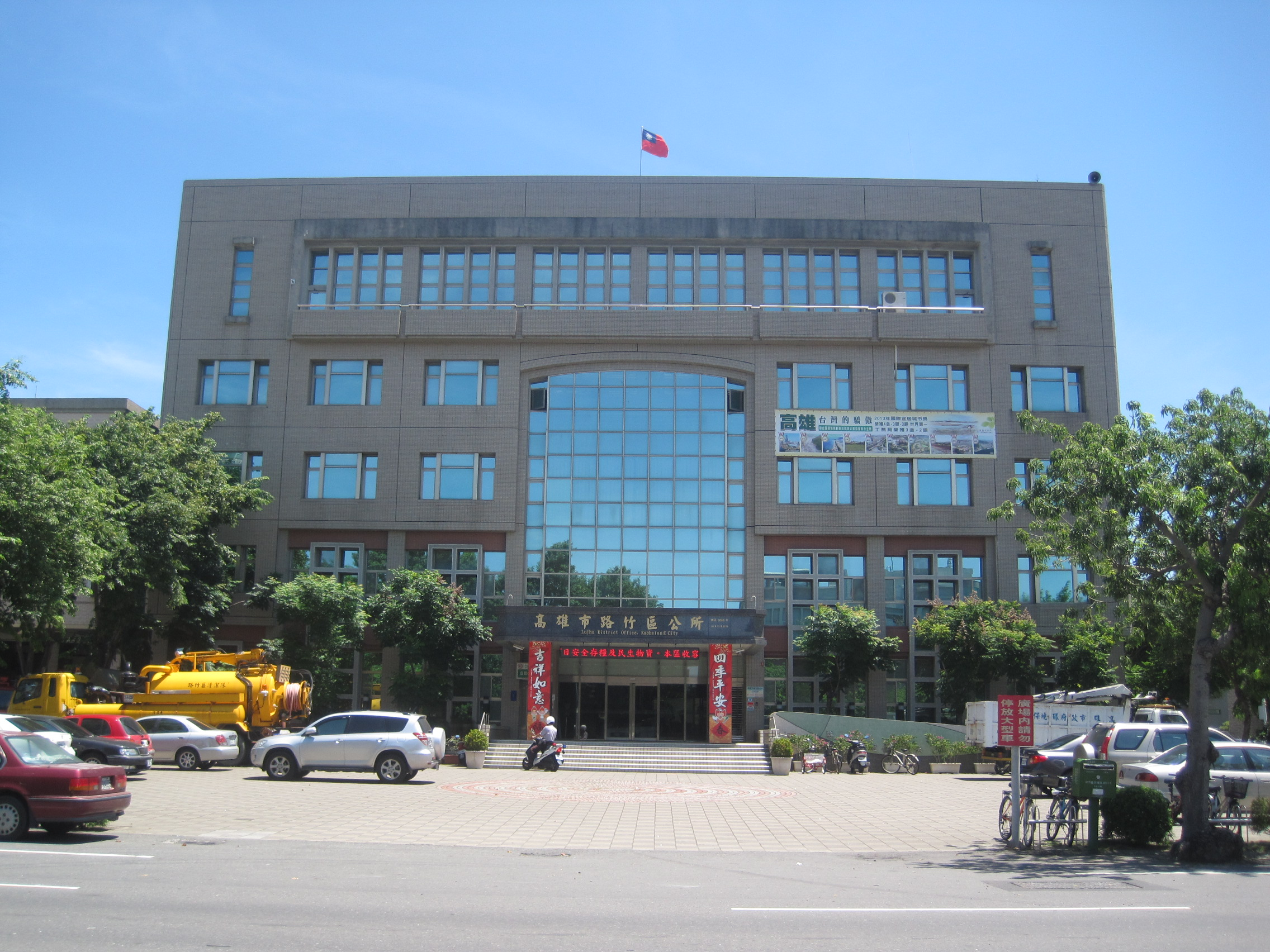
路竹區公所

路竹區公所是高雄市政府在路竹區的派出機關，在中華民國政府架構中為市政府綜理區政的執行機關，上級業務監督機關為高雄市政府。区长由市長任命，其任期為無任期保障。在區長及主任秘書之下，設有4課4室等8個內部單位。

### 行政區劃
| 路竹區行政區劃 |        |      |        |      |        |
|                |        |      |        |      |        |
| 編號           | 里名   | 編號 | 里名   | 編號 | 里名   |
| 1              | 社中里 | 2    | 社西里 | 3    | 竹東里 |
| 4              | 竹西里 | 5    | 文北里 | 6    | 竹滬里 |
| 7              | 頂寮里 | 8    | 新達里 | 9    | 後鄉里 |
| 10             | 文南里 | 11   | 竹南里 | 12   | 北嶺里 |
| 13             | 三爺里 | 14   | 鴨寮里 | 15   | 社南里 |
| 16             | 社東里 | 17   | 下坑   | 18   | 竹園里 |
| 19             | 甲北里 | 20   | 甲南里 |      |        |

## 教育

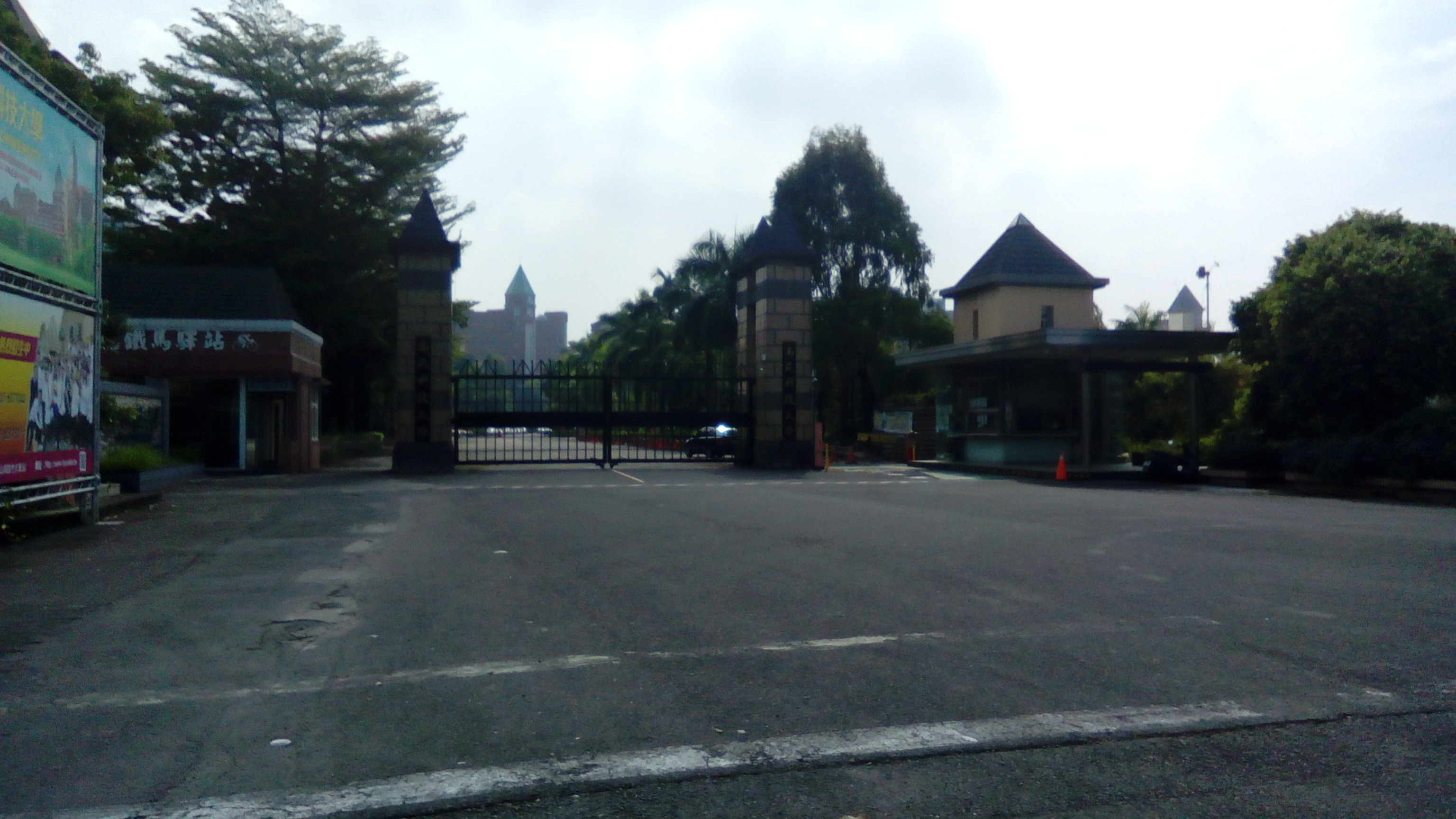
台鋼科技大學

### 大專院校
- 台鋼科技大學
- 樹人醫護管理專科學校

### 高級中等學校
- 高雄市立路竹高級中學

### 國民中學
- 高雄市立路竹高級中學附設國中部
- 高雄市立一甲國民中學[10]

### 國民小學
- 高雄市路竹區路竹國民小學[11]
- 高雄市路竹區一甲國民小學[12]
- 高雄市路竹區下坑國民小學[13]
- 高雄市路竹區北嶺國民小學[14]
- 高雄市路竹區三埤國民小學[15]
- 高雄市路竹區大社國民小學[16]
- 高雄市路竹區竹滬國民小學[17]
- 高雄市路竹區蔡文國民小學[18]

## 交通

### 鐵路
臺灣鐵路公司
- 縱貫線：大湖車站 - 路竹車站

### 捷運
高雄捷運
- 紅線（岡山路竹延伸線，設計中）：高雄科學園區站 - 台鋼科技大學站 - 南路竹站 - 路竹站 - 大湖站

### 公路

#### 高速公路
- 國道一號
  - 路竹交流道（338）
  - 高科交流道（342）

#### 省道
- 台1線：中山路（北往湖內區；南往岡山區。為經路竹市區及路竹科學園區的主要道路。）
- 台17線：大公路（北往湖內區；南往永安區。為經竹滬往興達港的主要道路)
- 台28線：竹湖陸橋、環球路（西往湖內區；東往路竹交流道、阿蓮區)

### 客運
- 港都客運：
  - 紅71A、紅71B 捷運岡山高醫站－臺鐵岡山車站（捷運岡山車站）－茄萣區公所
  - 紅71D 捷運岡山高醫站－臺鐵岡山車站（捷運岡山車站）－東方設計學院
  - 紅73A 捷運岡山高醫站－阿蓮區公所
  - 紅73C 牧人館→阿蓮分駐所
- 高雄客運
  - 8041C 高雄客運鳳山站－澄清湖－岡山－茄萣站
  - 8043 茄萣站－台17線－高雄車站（建國路）
  - 8046A 臺南火車站（北站）→嘉南藥理大學→路竹→岡山→文藻外語大學→高鐵左營站
  - 8046B 高鐵左營站－岡山－路竹－台南火車站
  - 紅67A 臺鐵岡山車站（捷運岡山車站）－高雄科學園區
  - 紅67B 臺鐵岡山車站（捷運岡山車站）－順安宮

## 宗教信仰

### 道教和臺灣民間信仰
| 區域                                       | 廟宇名稱       | 創建年份 | 主祀神明         | 地址                 |
| 竹滬、頂寮、中寮、下寮、下甲、三塊寮、後鄉 | 竹滬華山殿     | 1683     | 寧靖王           | 竹滬里華山路7號      |
| 竹滬、頂寮、中寮、下寮、下甲、三塊寮、後鄉 | 後鄉順安宮     | 1746     | 順正大王         | 後鄉里順安路42巷5號  |
| 竹滬、頂寮、中寮、下寮、下甲、三塊寮、後鄉 | 竹滬北極殿     | 1884     | 玄天上帝         | 竹滬里華山路135號    |
| 竹滬、頂寮、中寮、下寮、下甲、三塊寮、後鄉 | 頂寮三公宮     | 1896     | 觀世音菩薩       | 頂寮里三公路73號     |
| 竹滬、頂寮、中寮、下寮、下甲、三塊寮、後鄉 | 中寮龍山寺     | 略       | 觀世音菩薩       | 頂寮里三公路83巷     |
| 竹滬、頂寮、中寮、下寮、下甲、三塊寮、後鄉 | 三塊寮伍福宮   | 1996     | 伍佛祖           | 頂寮里海安路165之1號   |
| 竹滬、頂寮、中寮、下寮、下甲、三塊寮、後鄉 | 新達清雲宮     | 1956     | 普庵佛祖         | 新達里平海路86巷27號 |
| 竹滬、頂寮、中寮、下寮、下甲、三塊寮、後鄉 | 下甲北極殿     | 1837     | 玄天上帝         | 新達里下甲路13之1號  |
| 路竹、蔡文、大社、一甲、鴨母寮             | 路竹天后宮     | 1671     | 天上聖母         | 聖母街60之1號        |
| 路竹、蔡文、大社、一甲、鴨母寮             | 蔡文聲靈宮     | 1804     | 池府千歲         | 文北里文化路274號    |
| 路竹、蔡文、大社、一甲、鴨母寮             | 大社東安宮     | 1894     | 朱、李、池三千歲 | 社東里東安路36巷1號  |
| 路竹、蔡文、大社、一甲、鴨母寮             | 大社聖帝殿     | 1981     | 關聖帝君         | 大社路565巷13號      |
| 路竹、蔡文、大社、一甲、鴨母寮             | 一甲代天府     | 1800     | 五府千歲         | 甲南里大仁路367號    |
| 路竹、蔡文、大社、一甲、鴨母寮             | 一甲觀音亭     | 1913     | 觀世音菩薩       | 甲南里大智路39號     |
| 路竹、蔡文、大社、一甲、鴨母寮             | 鴨母寮保安宮   | 1922     | 清水祖師         | 鴨寮里保安路88號     |
| 路竹、蔡文、大社、一甲、鴨母寮             | 文南五公堂     | 1862     | 五公菩薩         | 文南里中華路234號    |
| 路竹、蔡文、大社、一甲、鴨母寮             | 大明慈碧宮     | 1989     | 天上聖母         | 文北里延平路432之1號 |
| 路竹、蔡文、大社、一甲、鴨母寮             | 南巡代天宮     | 1943     | 林、許、謝三千歲 | 北嶺里民主路505之1號 |
| 北嶺墘、三爺埤                             | 北嶺墘古安宮   | 1900     | 玄天上帝         | 北嶺里民有路121號    |
| 北嶺墘、三爺埤                             | 三爺里武安宮   | 1851     | 廣澤尊王         | 三爺里民族路137號    |
| 北嶺墘、三爺埤                             | 三爺埤嶽府殿   | 1991     | 東嶽大帝         | 三爺里民族路180之1號 |
| 新園、下坑、小下坑、營前、營後             | 新園北極殿     | 2008     | 玄天上帝         | 新生路194巷52弄15號  |
| 新園、下坑、小下坑、營前、營後             | 下坑天龍宮     | 1961     | 五府千歲         | 下坑里太平路262巷116號 |
| 新園、下坑、小下坑、營前、營後             | 新園下坑福善宮 | 1753     | 三府千歲         | 下坑太平路276號      |
| 新園、下坑、小下坑、營前、營後             | 營前千軍府     | 1961     | 千軍萬馬帥       | 甲北里永華路25號     |
| 新園、下坑、小下坑、營前、營後             | 營後忠義殿     | 略       | 文衡聖帝         | 甲北里環球路150巷    |

### 佛教
- 路竹佛教堂
- 龍發堂

### 基督宗教
| 宗派                             | 教會（禮拜堂 / 聖堂）                  |
| -------------------------------- | -------------------------------------- |
| 天主教                           | 聖若瑟堂                               |
| 歸正宗長老會（臺灣基督長老教會） | 路竹教會、路加教會、海安教會、復興教會 |
| 召會                             | 高雄市召會路竹中山路會所               |
| 其他                             | 路竹聖教會                             |

## 文化

### 古厝
- 林家祖厝(下坑太平路350號)
- 高家祖厝(社中里仁愛路28號)
- 蘇家祖厝(社西里大社路316號)
- 蔡家祖厝(下坑大德路223號)
- 洪家祖厝(文南里五公路17巷1號)

### 埤圳
- 蘇左協埤
- 下社埤
- 三鎮埤
- 三爺埤
- 頂中埤
- 北嶺墘埤

## 旅遊

### 自然
- 路竹公園
- 路竹運動公園
- 禾光牧場-羊咩咩的家

### 人文
- 路竹夜市
- 高雄市自然史教育館
- 南巡代天宮遊戲場

## 工業區
- 南部科學園區高雄園區(路竹園區)
- 允成工業區

## 路竹四寶
番茄、花椰菜、雞蛋、虱目魚。

## 外部連結
- 路竹區公所 （页面存档备份，存于）
- 高雄市路竹區戶政事務所 （页面存档备份，存于）
- 高雄市路竹區衛生所 （页面存档备份，存于）